# Nekrolog 1478
Nekrolog
◄◄
| ◄
| 1474
| 1475
| 1476
| 1477
| 1478 | 1479 | 1480 | 1481 | 1482 | ► | ►►
Weitere Ereignisse | Allgemeiner Nekrolog 1478
Die Beschreibung der verstorbenen Person sollte so kurz wie möglich gehalten sein und nur deren signifikante Tätigkeit(en) enthalten.
Neue Namen ggf. auch unter dem Geburts- und Sterbedatum, also etwa unter 1. Januar und im Geburts- und Sterbejahr (2024) eintragen (nur bei entsprechender großer Wichtigkeit). Für Beispiele siehe die schon vorhandenen Artikel.
Außerdem über die fünf zuletzt Verstorbenen, zu denen es einen ausreichend guten Artikel für eine Präsentation auf der Hauptseite gibt, nach der todesbedingten Überarbeitung der Artikel ggf. auch unter Wikipedia Diskussion:Hauptseite informieren und sie am besten auch in den anderen Wikipedia-Sprachversionen eintragen. Tipp: Regelmäßig bei news.google.de nach „ist tot“, „gestorben“ oder „verstorben“ suchen.
Wenn eine Person gestorben ist, gibt es viele Seiten zu dieser Person in der Wikipedia, die davon auch betroffen sind und entsprechend aktualisiert werden müssen. Beispiele: Namenübersichtsseite, Geburtsjahr, Geburtsort-Seiten und viele mehr.
Wie finde ich die betroffenen Seiten?
Im Suchfeld auf der linken Seite gibt man den Suchbegriff so ein: „Vorname Nachname“. Dann klickt man auf Volltext und alle Seiten mit entsprechendem Suchtext werden aufgerufen. Hier sieht man dann schnell, wo auch das Todesjahr Sinn macht oder sogar ein Teil des Artikels angepasst werden muss. Auch hilft das „Werkzeug“ auf der linken Seite sehr gut, um solche Seiten aufzufinden: „Links auf diese Seite“. Somit ist die Wikipedia wieder aktuell in allen Bereichen! Hinweis: bei Eintragung der Kategorie „Gestorben JAHR“ wird der Missbrauchsfilter 49 ausgelöst, was jedoch nicht schlimm ist. Siehe: Spezial:Missbrauchsfilter/49
Dies ist eine Liste von im Jahr 1478 verstorbenen bekannten Persönlichkeiten. Die Einträge erfolgen innerhalb der einzelnen Daten alphabetisch sortiert. Tiere sind im Nekrolog für Tiere zu finden.

## Januar
| Tag       | Name                                    | Beruf, bekannt als      | Alter | Beleg |
| --------- | --------------------------------------- | ----------------------- | ----- | ----- |
| 6. Januar | Uzun Hasan                              | Herrscher der Turkmenen |       |       |
| 6. Januar | Jean VIII. de Bourbon, comte de Vendôme | Graf von Vendôme        |       |       |

## Februar
| Tag         | Name                                    | Beruf, bekannt als                                               | Alter | Beleg |
| ----------- | --------------------------------------- | ---------------------------------------------------------------- | ----- | ----- |
| 1. Februar  | Cristoforo della Rovere                 | italienischer Kardinal der katholischen Kirche                   | 43    |       |
| 18. Februar | George Plantagenet, 1. Duke of Clarence | Sohn des Richard Plantagenet, 3. Duke of York, Prinz von England | 28    |       |
| 19. Februar | Marco Zoppo                             | italienischer Maler, wahrscheinlich Bildhauer                    |       |       |

## März
| Tag      | Name             | Beruf, bekannt als | Alter | Beleg |
| -------- | ---------------- | ------------------ | ----- | ----- |
| 6. März  | Andrea Vendramin | Doge von Venedig   |       |       |
| 19. März | Friedrich II.    | Fürst von Lüneburg |       |       |

## April
| Tag       | Name                         | Beruf, bekannt als                                                                   | Alter | Beleg |
| --------- | ---------------------------- | ------------------------------------------------------------------------------------ | ----- | ----- |
| 6. April  | Katharina Moriggi            | italienische katholische Eremitin und Selige                                         |       |       |
| 13. April | Günther Zainer               | deutscher Buchdrucker der Inkunabelzeit                                              |       |       |
| 14. April | Ulrich Schwarz               | Ratsherr und Stadtpfleger in Augsburg                                                |       |       |
| 26. April | Giuliano di Piero de’ Medici | florentinischer Politiker; Mitregent seines Bruders Lorenzo il Magnifico (1449–1492) | 25    |       |
| 26. April | Francesco de’ Pazzi          | italienischer Adliger                                                                |       |       |
| 26. April | Francesco Salviati           | Erzbischof von Pisa und Pazzi-Verschwörer                                            |       |       |

## Mai
| Tag     | Name                   | Beruf, bekannt als                             | Alter | Beleg |
| ------- | ---------------------- | ---------------------------------------------- | ----- | ----- |
| 20. Mai | Regula von Lichtenthal | Nonne im Zisterzienserinnenkloster Lichtenthal |       |       |

## Juni
| Tag      | Name               | Beruf, bekannt als              | Alter | Beleg |
| -------- | ------------------ | ------------------------------- | ----- | ----- |
| 12. Juni | Luigi III. Gonzaga | Markgraf von Mantua (1444–1478) | 66    |       |
| 16. Juni | Přemysl II.        | Herzog von Troppau              |       |       |

## Juli
| Tag      | Name                      | Beruf, bekannt als                                   | Alter | Beleg |
| -------- | ------------------------- | ---------------------------------------------------- | ----- | ----- |
| 18. Juli | Michael Apostolios        | byzantinischer Gelehrter                             |       |       |
| 24. Juli | Giovanni Battista Mellini | Bischof von Urbino und Kardinal der Römischen Kirche | 73    |       |

## August
| Tag        | Name                                 | Beruf, bekannt als                       | Alter | Beleg |
| ---------- | ------------------------------------ | ---------------------------------------- | ----- | ----- |
| 1. August  | Matthias von Rammung                 | deutscher Bischof                        |       |       |
| 4. August  | Schwickart der Jüngere von Sickingen | Amtmann des kurpfälzischen Amtes Bretten |       |       |
| 23. August | Johannes Pullois                     | franko-flämischer Komponist und Sänger   |       |       |
| 28. August | Donato Acciaiuoli                    | italienischer Philologe                  | 49    |       |
| 28. August | Jolande von Frankreich               | Regentin von Savoyen                     | 43    |       |

## September
| Tag          | Name             | Beruf, bekannt als | Alter | Beleg |
| ------------ | ---------------- | ------------------ | ----- | ----- |
| 1. September | Markus von Baden | Markgraf von Baden |       |       |

## Oktober
| Tag                          | Name                       | Beruf, bekannt als                | Alter | Beleg |
| ---------------------------- | -------------------------- | --------------------------------- | ----- | ----- |
| 17. Oktober                  | Ruprecht von Pfalz-Simmern | Bischof von Straßburg (1440–1478) |       |       |
| 25. Oktober                  | Katarina Kosača-Kotromanić | letzte bosnische Königin          |       |       |
| 8. Radschab (2.–14. Oktober) | Otman Baba                 | islamischer Derwisch              |       |       |

## November
| Tag         | Name          | Beruf, bekannt als                              | Alter | Beleg |
| ----------- | ------------- | ----------------------------------------------- | ----- | ----- |
| 8. November | Ba’eda Mariam | Negus Negest (Kaiser) von Äthiopien (1468–1478) |       |       |

## Dezember
| Tag          | Name                    | Beruf, bekannt als                    | Alter | Beleg |
| ------------ | ----------------------- | ------------------------------------- | ----- | ----- |
| 12. Dezember | Johannes Mentelin       | deutscher Buchdrucker und Buchhändler |       |       |
| 17. Dezember | Wartislaw X.            | Herzog von Pommern-Wolgast            |       |       |
| 20. Dezember | Johann V. von Venningen | Bischof von Basel                     |       |       |
| 29. Dezember | John Pilkington         | englischer Ritter                     |       |       |

## Datum unbekannt
| Tag | Name                            | Beruf, bekannt als                                                                                        | Alter | Beleg |
| --- | ------------------------------- | --- | ----- | ----- |
|     | Angelo Capranica                | italienischer Kardinal und Bischof                                                                        |       |       |
|     | Dietrich VI. von Limburg-Broich | Graf von Limburg                                                                                          |       |       |
|     | Hans Fränkli                    | Schweizer Kürschnermeister und Politiker                                                                  |       |       |
|     | Diether von Gemmingen           | badischer Landhofmeister mit Besitz Heimsheim, Steinegg, Tiefenbronn, Friolzheim, Löningen und Mühlhausen |       |       |
|     | Georg Gmünder                   | Schweizer Bürgermeister                                                                                   |       |       |
|     | Lorenz Grove                    | deutscher Bildhauer, Erz- und Rotgießer                                                                   |       |       |
|     | Weiprecht III. von Helmstatt    | Reichsritter und Vogt                                                                                     |       |       |
|     | Konrad Möller                   | Kaufmann und Ratsherr der Hansestadt Lübeck                                                               |       |       |
|     | Penchen Sangpo Trashi           | Geistlicher der Gelug-Schulrichtung des tibetischen Buddhismus; Gründer des Gangchen-Klosters in Sakya    |       |       |